# Volkswagen Sarajevo
Volkswagen Sarajevo d.o.o. ist ein Automobilhersteller mit Unternehmenssitz in Vogošća, einem nördlichen Vorort von Sarajevo. Das mehrheitlich in Besitz des Volkswagen-Konzerns befindliche Unternehmen ist ein Nachfolger des von 1972 bis 1992 an gleicher Stelle operierenden Automobilwerkes Tvornica Automobila Sarajevo, an dem Volkswagen mit 49 % beteiligt war. Im Werk werden hauptsächlich Behälter für die Automobilfertigung hergestellt. Die zwischen 1998 und 2008 bestehende Fahrzeugfertigung wurde wegen des Wegfalls der bis dahin bestehenden Zölle zwischen der EU und Bosnien und Herzegowina beendet. Seit 2009 wird im Werk ein Elektro-Kleintransporter gefertigt. Seit 2010 ist Volkswagen Sarajevo d.o.o. eine Fahrwerk-Komponenten-Fabrik.

## Geschichte
Im August 1998 wurde die Produktion im neuen Unternehmen aufgenommen. An der neuen Gesellschaft ist Volkswagen mit 58 % beteiligt, 42 % gehören dem slowenischen Automobilzuliefer Prevent. Volkswagen Sarajevo d.o.o. produzierte seitdem Pkw der Marken Volkswagen, Audi und Škoda, zuletzt etwa 3500 Fahrzeuge jährlich mit etwa 300 Beschäftigten. Die Pkw-Produktion wurde Ende 2008 beendet. Seither werden noch Teile für andere Werke des VW-Konzerns hergestellt. Mitte 2009 begann zusätzlich die Produktion des Elektro-Kleintransporters EcoCarrier, der vor allem auf Flughäfen und im kommunalen Bereich zum Einsatz kommen soll. Das Fahrzeug wird im Auftrag der Firma EcoCraft Automotive gefertigt.